# Gira El Danzar de las Mariposas
Gira El Danzar de las Mariposas es el nombre de la última gira de conciertos del cantante y compositor gaditano El Barrio, prevista dentro de la promoción de su último disco en el mercado: El Danzar de las Mariposas (publicado en octubre de 2019). Las primeras fueron confirmadas por el propio artista a través de sus redes sociales en agosto de 2019, aunque progresivamente se fueron añadiendo nuevas para el próximo 2020.
Sin embargo, los planes de Selu y sus barrieros se vieron alterados en marzo a causa de la pandemia de COVID-19 que azotó con ahínco el continente europeo. En principio, las citas fueron ubicadas en los meses finales de 2020; sin embargo, tras la grave amenaza sanitaria y la imposibilidad de garantizar su correcta celebración, la gira se suspendió hasta 2021.

## Repertorio
A continuación se expone parte del repertorio de los conciertos celebrados los pasados 1 y 8 de febrero de 2020 en el Palacio Municipal de Deportes de Granada y en el Palau Sant Jordi de Barcelona, respectivamente:
1. Mi manantial.
2. Mi amante luna.
3. Amor propio.
4. Agua fresca.
5. Caminos de azufre.
6. Custodia.
7. Ángel malherido.
8. Orgullo.
9. Somos distintos.
10. Todos cantamos.

## Fechas
| Primera etapa: 2019-2020 |                         |        |                                        |
| 13 de diciembre de 2019  | Madrid                  | España | WiZink Center                          |
| 14 de diciembre de 2019  | Madrid                  | España | WiZink Center                          |
| 10 de enero de 2020      | Sevilla                 | España | Palacio de los Deportes San Pablo      |
| 11 de enero de 2020      | Sevilla                 | España | Palacio de los Deportes San Pablo      |
| 17 de enero de 2020      | Jerez de la Frontera    | España | Palacio de los Deportes de Chapín      |
| 18 de enero de 2020      | Jerez de la Frontera    | España | Palacio de los Deportes de Chapín      |
| 1 de febrero de 2020     | Granada                 | España | Palacio Municipal de Deportes          |
| 8 de febrero de 2020     | Barcelona               | España | Palau Sant Jordi                       |
| 15 de febrero de 2020    | Zaragoza                | España | Sala Multiusos (Auditorio)             |
| 7 de marzo de 2020       | Valladolid              | España | Polideportivo Pisuerga                 |
| Segunda etapa: 2021      |                         |        |                                        |
| 24 de abril de 2021      | Don Benito              | España | Plaza de Toros Alcalde Mariano Gallego |
| 1 de mayo de 2021        | Córdoba                 | España | Plaza de Toros Los Califas             |
| 8 de mayo de 2021        | Puertollano             | España | Plaza de Toros de Puertollano          |
| 22 de mayo de 2021       | Málaga                  | España | Auditorio Municipal Cortijo de Torres  |
| 29 de mayo de 2021       | Valencia                | España | Plaza de Toros de Valencia             |
| 11 de junio de 2021      | Almería                 | España | Plaza de Toros de Almería              |
| 12 de junio de 2021      | Murcia                  | España | Plaza de Toros La Condomina            |
| 19 de junio de 2021      | Sevilla                 | España | Auditorio Rocío Jurado                 |
| 7 de agosto de 2021      | Azuaga                  | España | Explanada Plaza de Toros de Azuaga     |
| 21 de agosto de 2021     | Chiclana de la Frontera | España | Poblado de Sancti Petri                |
| 16 de octubre de 2021    | Madrid                  | España | WiZink Center                          |
| 6 de noviembre de 2021   | Bilbao                  | España | Bilbao Arena Miribilla                 |
| 20 de noviembre de 2021  | Granada                 | España | Palacio Municipal de Deportes          |

## Conciertos no celebrados
| Fecha                   | Ciudad                  | País   | Recinto                            | Estado                                                              | Motivo                                              |
| ----------------------- | ----------------------- | ------ | ---------------------------------- | ------------------------------------------------------------------- | --------------------------------------------------- |
| 14 de marzo de 2020     | Bilbao                  | España | Bilbao Arena Miribilla             | Aplazado (6 de noviembre de 2021)                                   | Pandemia de enfermedad por coronavirus de 2019-2020 |
| 27 de marzo de 2020     | Málaga                  | España | Palacio de Deportes Martín Carpena | Aplazados (22 de mayo de 2021 en Auditorio Mpal. Cortijo de Torres) | Pandemia de enfermedad por coronavirus de 2019-2020 |
| 28 de marzo de 2020     | Málaga                  | España | Palacio de Deportes Martín Carpena | Aplazados (22 de mayo de 2021 en Auditorio Mpal. Cortijo de Torres) | Pandemia de enfermedad por coronavirus de 2019-2020 |
| 25 de abril de 2020     | Don Benito              | España | Plaza de Toros de Don Benito       | Aplazado (24 de abril de 2021)                                      | Pandemia de enfermedad por coronavirus de 2019-2020 |
| 2 de mayo de 2020       | Córdoba                 | España | Plaza de Toros Los Califas         | Aplazado (1 de mayo de 2021)                                        | Pandemia de enfermedad por coronavirus de 2019-2020 |
| 9 de mayo de 2020       | Puertollano             | España | Plaza de Toros de Puertollano      | Aplazado (8 de mayo de 2021)                                        | Pandemia de enfermedad por coronavirus de 2019-2020 |
| 16 de mayo de 2020      | Valencia                | España | Plaza de Toros de Valencia         | Aplazado (29 de mayo de 2021)                                       | Pandemia de enfermedad por coronavirus de 2019-2020 |
| 13 de junio de 2020     | Murcia                  | España | Plaza de Toros La Condomina        | Aplazado (12 de junio de 2021)                                      | Pandemia de enfermedad por coronavirus de 2019-2020 |
| 27 de junio de 2020     | Almería                 | España | Plaza de Toros de Almería          | Aplazado (11 de junio de 2021)                                      | Pandemia de enfermedad por coronavirus de 2019-2020 |
| 15 de agosto de 2020    | Chiclana de la Frontera | España | Poblado de Sancti Petri            | Aplazado (21 de agosto de 2021)                                     | Pandemia de enfermedad por coronavirus de 2019-2020 |
| 17 de octubre de 2020   | Sevilla                 | España | Auditorio Rocío Jurado             | Aplazado (19 de junio de 2021)                                      | Pandemia de enfermedad por coronavirus de 2019-2020 |
| 21 de noviembre de 2020 | Granada                 | España | Palacio Municipal de Deportes      | Aplazado (20 de noviembre de 2021)                                  | Pandemia de enfermedad por coronavirus de 2019-2020 |
| 29 de diciembre de 2020 | Madrid                  | España | WiZink Center                      | Aplazado (16 de octubre de 2021)                                    | Pandemia de enfermedad por coronavirus de 2019-2020 |